# Bundesstraße 244
Pour les articles homonymes, voir Route 244.
La Bundesstraße 244 est une Bundesstraße des Länder de Basse-Saxe et de Saxe-Anhalt.

## Histoire
La Bundesstraße 224 est divisée entre Jerxheim et Dedeleben pendant la guerre froide.

## Source
- (de) Cet article est partiellement ou en totalité issu de l’article de Wikipédia en allemand intitulé « Bundesstraße 244 » (voir la liste des auteurs).